# 科赫德斯州
科赫德斯州（西班牙語：Estado Cojedes）是委內瑞拉西部的一個州，屬奧里諾科河流域。面積14,800平方公里，2007年人口300,300人。首府聖卡洛斯。
1864年建州。下分九個自治市。